# ヤマハ発動機販売
ヤマハ発動機販売株式会社は、ヤマハ発動機の子会社。日本でのヤマハ発動機製のオートバイをはじめとするランドビークル製品の販売、サービスを行う。

## 沿革
- 1955年 - 北海道ヤマハ株式会社創立。
- 1958年 - ヤマハ関西株式会社創立。
- 1982年 - ヤマハ中部株式会社、ヤマハ九州株式会社創立。
- 1998年 - 北海道ヤマハ、ヤマハ中部、ヤマハ関西、ヤマハ九州を統合しヤマハ発動機販売株式会社に社名変更。
- 2006年 - バイク用品、ヤマハ・PAS用品、マリン用品の販売、サービスをワイズギアに移管し、オートバイをはじめとするランドビークル製品の販売、サービスを行う事業承継会社としてYMSJ株式会社設立。
- 2007年 - YMSJの商号を変更しヤマハ発動機販売株式会社として営業開始。現在地に本社を移転。